# Август Фердинанд Пруски
Август Фердинанд Пруски (на немски: August Ferdinand von Preußen; * 23 май 1730 в градския дворец в Берлин; † 2 май 1813 в Берлин) от династията Хоенцолерн е пруски принц, генерал на инфантерията и „херенмайстер“ на „Йоанитския орден“.
Фердинанд е най-малкият син на пруския крал Фридрих Вилхелм I (1688 – 1740) и съпругата му София Доротея фон Брауншвайг-Люнебург (1687 – 1757), принцеса на Хановер, дъщеря на английски крал Джордж I.
Той е по-малък брат на Фридрих Велики (1712 – 1786), крал на Прусия (1740 – 1786).
Още на пет години Фердинанд е член на Инфантерия-регимент „Кронпринц“ на пруската войска. През 1740 г. брат му го номинира за шеф на новия инфантерия-ререгимент Нр. 34.
През 1756 г. той става генерал-майор и прудружава краля през октомври в Саксония и Бохемия. Той участва през 1757 г. в похода в Бохемия и Силезия, където се бие в битките при Бреслау и Лойтен (Лутиния, Полша). Той се разболява и трябва през 1758 г. да напусне войската като генерал на инфантерията.
На 12 септември 1763 г. Фердинанд е избран за херенмайстер на Балай Бранденбург на Йоанитския орден. На тази служба той е до прекратяването на балая през 1811 г. Когато Фридрих Вилхелм III основава на 23 май 1812 г. „кралския пруски Св. Йоан орден“, той номинира Фердинанд на неговия херенмайстер. Освен това Фердинанд е, както всички Хоенцолернски принцове, рицар на Черния орел.

## Деца
Фердинанд се жени на 27 септември 1755 г. в Шарлотенбург за племенницата му принцеса Анна Елизабет Луиза фон Бранденбург-Шведт(* 22 април 1738, Швет; † 10 февруари 1820, Берлин), дъщеря на маркграф Фридрих Вилхелм фон Бранденбург-Швет (1700 – 1771) и принцеса София Доротея Мария Пруска (1719 – 1765), сестра на крал Фридрих II, дъщеря на пруския крал Фридрих Вилхелм I (1688 – 1740). Те имат децата:
- Фридерика (1761 – 1773)
- Фридрих (1769 – 1773)
- Луиза (1770 – 1836), ⚭ 1796 княз Антон Радзивил (1775 – 1833)
- Хайнрих (1771 – 1790)
- Луи Фердинанд (1772 – 1806)
- Фридрих (*/† 1776)
- Август (1779 – 1843)